# بیالا، استان روسه
بیالا شهری در استان روسه کشور بلغارستان است که جمعیت آن در سال ۲۰۰۱ میلادی ۱۰٬۰۰۶ نفر بوده‌است.